# 竹入义胜
竹入义胜（1926年1月10日—2023年12月23日）是日本政治人物，1967年至1986年担任公明黨第3代中央執行委員長，他也是该党历史上任职时间最长的领导人。

## 經歷
竹入义胜出生于长野县辰野町，在輕井澤町长大。竹入义胜在二战结束后加入創價學會，並在伊那中学和日本國有鐵道工作。
竹入曾在田中角榮訪華之前通過特別渠道聯繫到中華人民共和國總理周恩來，並與其舉行會談。當時記錄的「竹入筆記」為之後田中角榮推動的日中關係正常化奠定了基礎。
1998年，因在朝日新聞發文批評公明黨與創價學會的政教合一關係，被公明黨與創價學會調查後發現存在學歷與經歷造假問題（例如在朝日新聞文中稱自己為陸軍航空特別幹部候補生，但在其他媒體上稱「終戰時就讀陸軍航空士官学校」。後經公明黨調查得到的事實為「終戰時在陸軍航空士官学校當作業兵」），之後被開除黨籍與會籍。